# Winter-Paralympics 1992
| Medaillenspiegel               | Medaillenspiegel   | Medaillenspiegel | Medaillenspiegel | Medaillenspiegel | Medaillenspiegel |
| Platz                          | Land               | Goldmedaille     | Silbermedaille   | Bronzemedaille   | Gesamt           |
| ------------------------------ | ------------------ | ---------------- | ---------------- | ---------------- | ---------------- |
| 1                              | Vereinigte Staaten | 20               | 16               | 9                | 45               |
| 2                              | Deutschland        | 12               | 17               | 9                | 38               |
| 3                              | Vereintes Team     | 10               | 8                | 3                | 21               |
| 4                              | Österreich         | 8                | 3                | 9                | 20               |
| 5                              | Finnland           | 7                | 3                | 4                | 14               |
| 6                              | Frankreich         | 6                | 4                | 9                | 19               |
| 7                              | Norwegen           | 5                | 5                | 4                | 14               |
| 8                              | Schweiz            | 3                | 8                | 4                | 15               |
| 9                              | Kanada             | 2                | 4                | 6                | 12               |
| 10                             | Polen              | 2                | –                | 3                | 5                |
| Vollständiger Medaillenspiegel |                    |                  |                  |                  |                  |

Die V. Winter-Paralympics wurden vom 25. März bis 1. April 1992 in den französischen Städten Tignes und Albertville ausgetragen. Die Spiele in Albertville waren die ersten, die direkt im Anschluss an die Olympischen Winterspiele und am gleichen Veranstaltungsort stattfanden. 

## Allgemeines
Die Wettkämpfe fanden bei diesen Paralympics noch nicht auf den gleichen Anlagen wie die Olympischen Spiele statt. Eine gemeinsame Nutzung der gleichen Wettkampfstätten begann erst bei den folgenden Spielen in Lillehammer. Die Eröffnungsfeier und alle anderen feierlichen Veranstaltungen fanden vor dem Zielbereich für die alpinen Ski-Veranstaltungen statt. Zum ersten Mal bei Paralympischen Winterspielen waren alle Athleten in einer Art olympisches Dorf untergebracht. Das offizielle Maskottchen der Spiele war Alpy.

## Teilnehmer
| Europa (257Athleten aus 17 Nationen)                                                             | Europa (257Athleten aus 17 Nationen)                                                                          | Europa (257Athleten aus 17 Nationen)                                              |
| ------------------------------------------------------------------------------------------------ | --- | --------------------------------------------------------------------------------- |
| - Belgien (3) - Estland* (1) - Deutschland (26) - Dänemark (5) - Finnland (17) - Frankreich (31) | - Großbritannien (15) - Italien (27) - Liechtenstein* (1) - Niederlande (7) - Norwegen (23) - Österreich (31) | - Polen (13) - Schweden (9) - Schweiz (19) - Spanien (13) - Tschechoslowakei (16) |
| Amerika (48 Athleten aus 2 Nationen)                                                             | |                                                                                   |
| - Kanada (19)                                                                                    | - Vereinigte Staaten (29)                                                                                     |                                                                                   |
| Asien (17 Athleten aus 2 Nationen)                                                               | |                                                                                   |
| - Japan (15)                                                                                     | - Südkorea* (2)                                                                                               |                                                                                   |
| Ozeanien (12 Athleten aus 2 Nationen)                                                            | |                                                                                   |
| - Australien (5)                                                                                 | - Neuseeland (7)                                                                                              |                                                                                   |
| Sonstige (21 Athleten)                                                                           | |                                                                                   |
| - Vereintes Team* (21)                                                                           | |                                                                                   |
| (Anzahl der Athleten) * erstmalige Teilnahme an Winter-Paralympics                               | |                                                                                   |

## Herausragende Sportler
Die deutsche Alpin-Skifahrerin Reinhild Möller gewann vier Goldmedaillen, ihre Teamkollegen Gerd Schönfelder (Ski Alpin) und Frank Höfle (Biathlon und Langlauf), die beide je drei Goldmedaillen. Ebenfalls drei Goldmedaillen gewann die Skirennläuferin Nancy Gustafson.

## Wettbewerbe
Wegen des Mangels an geeigneten Austragungsorten für die Eissportarten, aber auch wegen zu geringer Anmeldezahlen, wurden daher lediglich Wettbewerbe in den alpinen und nordischen Skisportarten ausgetragen. Als Demonstration wurden nordische und alpine Skisportarten für Athleten mit geistiger Behinderung und Biathlon für Sehbehinderte präsentiert. 
- Biathlon
- Ski Alpin
- Skilanglauf